# Porta San Pancrazio

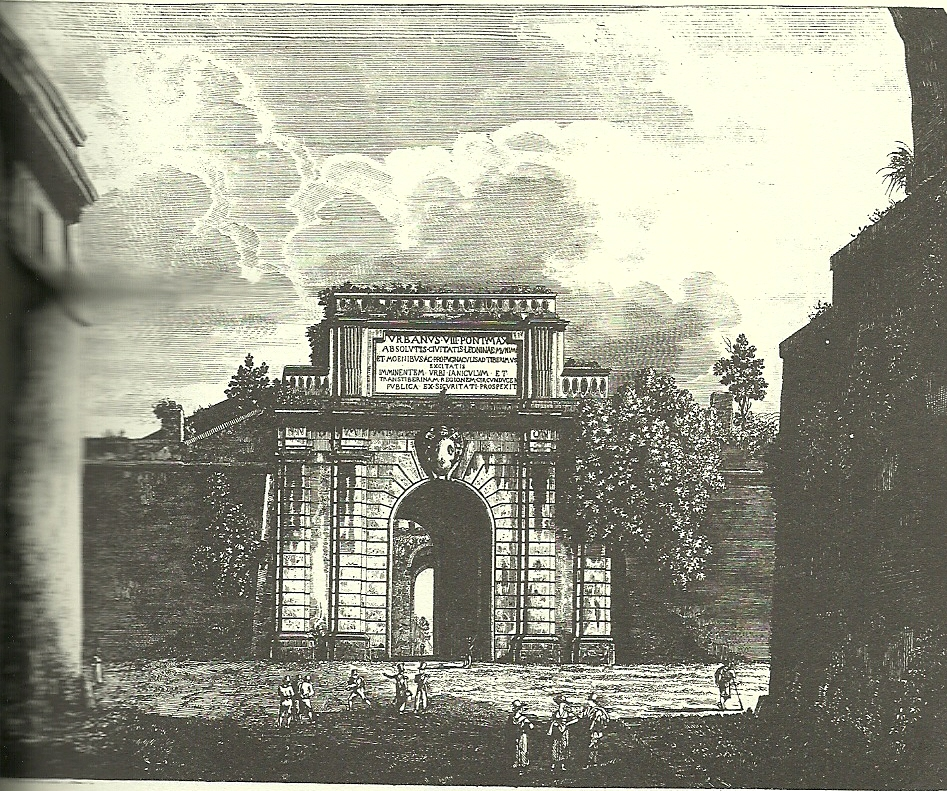
La porta urbaniana. Si intravede all' interno la controporta aureliana

La porta San Pancrazio è una delle porte meridionali che si aprivano nelle Mura aureliane di Roma.

## Storia
Si trova nei pressi della sommità del colle del Gianicolo, e la sua prima edificazione potrebbe risalire già verso la fine della Repubblica, quando un modesto nucleo abitativo ‘'trans-tiberino'’ venne racchiuso in una piccola cinta muraria. In seguito costituì il vertice occidentale di quella sorta di triangolo che la cinta, edificata nel 270 dall'imperatore Aureliano, compiva arrampicandosi sul colle.
Una delle caratteristiche di rilievo di questa quattordicesima regione augustea era il fatto di essere attraversata dalla via Aurelia vetus che, partendo dal ponte Emilio, saliva sulla collina ed usciva dalla città proprio attraverso la porta che dalla via prese il nome (e tuttora la moderna via Aurelia Antica, perso il tratto trasteverino, parte da qui). Il suo nome originario era infatti Porta Aurelia, sebbene sia attestata anche la denominazione di “Gianicolense” o “Aureliana”, dal nome del console ideatore e realizzatore dell'arteria. L'importanza del vicino sepolcro del martire cristiano Pancrazio, delle catacombe a lui dedicate e poi della chiesa, mete di continui pellegrinaggi, divenne talmente preminente sulla via consolare, da condizionare anche in questo caso, come in tanti altri, il processo di cristianizzazione della nomenclatura delle porte romane, e già nel VI secolo le venne attribuito il nome che conserva tuttora.
Nei pressi, sul lato interno, si trovavano anche i mulini pubblici, posti vicino allo sbocco dell'acquedotto di Traiano, che rimasero in funzione fin verso la fine del periodo medievale.
Del suo aspetto originario non si conosce assolutamente nulla, e forse si trovava anche in una posizione leggermente diversa. Alcuni indizi del XVI e XVII secolo fanno ritenere che dovesse essere ad un solo fornice con due torri quadrangolari poste ai lati, ricalcando in questo aspetto la struttura caratteristica di tutte le ristrutturazioni operate all'inizio del V secolo dall'imperatore Onorio. La controporta invece ha funzionato da controporta alla porta barocca fino al 1849.
L'intera porta San Pancrazio fu infatti parzialmente ricostruita nel XVII secolo da M. de' Rossi, discepolo di Gian Lorenzo Bernini, in occasione dell'edificazione della nuova cinta muraria detta “Gianicolense“, voluta da papa Urbano VIII. Il de' Rossi, infatti, si limitò ad eliminare la porta, mantenendo però la controporta aureliana. La nuova cinta sostituì, demolendolo, tutto il tratto di mura aureliane posto sul lato destro del Tevere, comprese le porte Portuensis e San Pancrazio, riedificate ex novo (la prima, l'attuale Porta Portese, circa 400 metri più a nord della posizione originaria) e con lo stile architettonico barocco proprio dell'epoca.
La porta divenne poi celebre per i combattimenti che in quella zona si svolsero nei mesi di aprile-giugno 1849 tra le forze militari della Repubblica Romana comandate da Giuseppe Garibaldi e le truppe francesi intervenute a protezione del papato. In quell'occasione la porta venne distrutta dai bombardamenti operati dai francesi. Ricostruita nell'aspetto odierno dall'architetto Virginio Vespignani nel 1854 su commissione di papa Pio IX, ebbe ancora un ruolo di primo piano il 20 settembre del 1870, quando da qui entrarono le truppe del generale Bixio, contemporaneamente a quelle che passarono da Porta Pia.

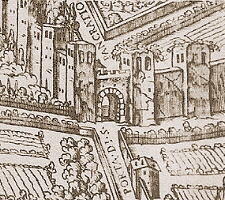
Stampa con l'antica Porta Aurelia

In occasione del rifacimento ottocentesco venne posta sull'attico la seguente iscrizione:
La struttura ospitava infatti sia gli ambienti per il presidio militare (la taberna), sia l'ufficio per la riscossione del pedaggio per il transito (vectigalibus exigendis).
In proposito, va ricordato che già dal V secolo e almeno fino al XV, è attestato come prassi normale l'istituto della concessione in appalto o della vendita a privati delle porte cittadine e della riscossione del pedaggio per il relativo transito. In un documento del 1467 è riportato un bando che specifica le modalità di vendita all'asta delle porte cittadine per un periodo di un anno. Da un documento del 1474 apprendiamo che il prezzo d'appalto per la porta San Pancrazio era pari a ”fiorini 25, bol. XXI per sextaria” (“rata semestrale”); si trattava di un prezzo piuttosto modesto, e modesto doveva quindi essere anche il traffico cittadino per quel passaggio. Si sa di almeno due appalti che riguardarono la porta San Pancrazio nel XV secolo, e di un altro concesso nel 1566 da papa Pio V a suo nipote Lorenzo Giberti; almeno a quell'epoca il traffico cittadino per quel passaggio doveva quindi essere abbastanza consistente, per poter assicurare un congruo guadagno a un personaggio di tale levatura. Guadagno che generalmente era regolamentato da precise tabelle che riguardavano la tariffa di ogni tipo di merce, ma che era abbondantemente arrotondato da abusi di vario genere, a giudicare dalla quantità di gride, editti e minacce che venivano emessi.
Attualmente Porta San Pancrazio è sede dell'Associazione Nazionale Veterani e Reduci Garibaldini con annesso Museo Garibaldino (dedicato però anche alla Divisione italiana partigiana "Garibaldi", attiva tra il 1943 e il 1945).